# Sawanka białogardła
Sawanka białogardła (Sylvietta philippae) – gatunek małego ptaka z rodziny krótkosterek (Macrosphenidae). Występuje w części Somalii oraz przyległych do niej regionach Etiopii. Ma status niedostateczne dane (DD, Data Deficient).

## Taksonomia
Sawanka białogardła została po raz pierwszy opisana przez Geoffreya Archera na podstawie okazu pozyskanego w lutym 1918. Opis nigdy się jednak nie ukazał, choć w Muzeum Brytyjskim nieokreślona osoba rozpoznała w owym okazie nowy gatunek. Według Archera należał on do rodzaju Eremomela. Po raz pierwszy formalnie gatunek opisał John G. Williams w 1955 na łamach „The Ibis”. Holotyp pochodził z Somali Włoskiego, dzisiejszej południowej części Somalii (podano koordynaty: 6°50′N 47°25′E/6,833333 47,416667), był to dorosły samiec pozyskany 8 marca 1954. Został przekazany do Muzeum Historii Naturalnej w Londynie (ówcześnie Muzeum Brytyjskiego). Autor nadał nowemu gatunkowi nazwę Sylvietta philippae. Epitetem gatunkowym upamiętnił swoją żonę, Philippę Elizabeth Williams, i wyraził uznanie dla jej wyrozumiałości wobec jego nieobecności spowodowanych wyprawami badawczymi. Nazwa ta jest obecnie (2020) podtrzymywana przez Międzynarodowy Komitet Ornitologiczny. Nie wyróżnia on podgatunków, podobnie jak autorzy HBW.

## Morfologia
Długość ciała wynosi około 8 cm, masa ciała – 9–10 g. Sawanki białogardłe mają bardzo krótkie ogony i stosunkowo krótkie dzioby jak na przedstawicieli swojego rodzaju. Wierzch ciała szary. Widoczna wąska biała brew, przód głowy nieco ciemniejszy. Spód ciała jasnożółty, pierś i boki ciała nieco bardziej popielate. Broda i gardło białawe. Nogi czerwonobrązowe.

## Zasięg występowania
Zasięg występowania sawanek białogardłych obejmuje północno-zachodnią, środkową i południowo-zachodnią Somalię (od Burco i Dhabar Dalool na południe do okolic Waajid i Luuq) oraz przyległe tereny południowej i południowo-wschodniej Etiopii. BirdLife International szacuje zasięg występowania na 395 tys. km².
W 2015 znano cztery siedliska w Somalilandzie, w których występują sawanki białogardłe. Niewielka liczba stwierdzeń w XX wieku nie zgadza się ze współczesnymi obserwacjami, prawdopodobnie nie jest to w tym regionie gatunek rzadki, a jedynie niedostatecznie zbadany. W 2006 znany zasięg tego gatunku w Etiopii, gdzie po raz pierwszy stwierdzono sawanki białogardłe w 1971, obejmował tereny położone najwyżej 80 km od somalijskiej granicy. Nie był wystarczająco dobrze badany ze względu na niewielką liczbę odwiedzających kraj ornitologów oraz trwające konflikty, między innymi w regionie Ogaden.

## Ekologia i zachowanie
Środowiskiem życia sawanek białogardłych są zarośla akacji (Acacia) i balsamowców (Commiphora) na terenach pustynnych, głównie o podłożu skalistym lub na czerwonych piaszczystych glebach. Występują głównie do 300 m n.p.m., lecz odnotowywane były do 900 m n.p.m. (lub, według innych źródeł, 950 m n.p.m.).
Sawanki białogardłe żywią się chrząszczami i innymi owadami, w tym niewielkimi gąsienicami. Żerują zwykle w niewielkich grupach, często w towarzystwie innych małych wróblowych. W poszukiwaniu pokarmu przeszukują gałęzie, liście i kwiaty. Lęgi odbywają się w maju i czerwcu. Poza tym brak informacji.

## Status i zagrożenia
IUCN nadaje sawance białogardłej status niedostateczne dane (DD, Data Deficient) nieprzerwanie od 2000 roku (stan w 2020). Wcześniej, w 1994 i 1988 uznana została za gatunek bliski zagrożenia wyginięciem (NT, Near Threatened). BirdLife International uznaje trend liczebności populacji za prawdopodobnie stabilny ze względu na brak widocznych zagrożeń.